# Frank Stippler
Frank Stippler (Colonia, 9 aprile 1975) è un pilota automobilistico tedesco, vincitore della 24 Ore del Nürburgring nel 2024.
Ha partecipato a competizioni motoristiche come Deutsche Tourenwagen Masters, Sports Car Series e Swedish Touring Car Championship. Ha vinto sia la Porsche Supercup sia la Porsche Carrera Cup Germany nel 2003.
Ha vinto la 24 ore di Nürburgring nel 2012 a borodo di un'Audi R8 LMS ultra della scuderia Phoenix e la 24 ore di Spa nello stesso anno. Ha ottenuto inoltre 11 successi in VLN Langstreckenmeisterschaft Nürburgring.

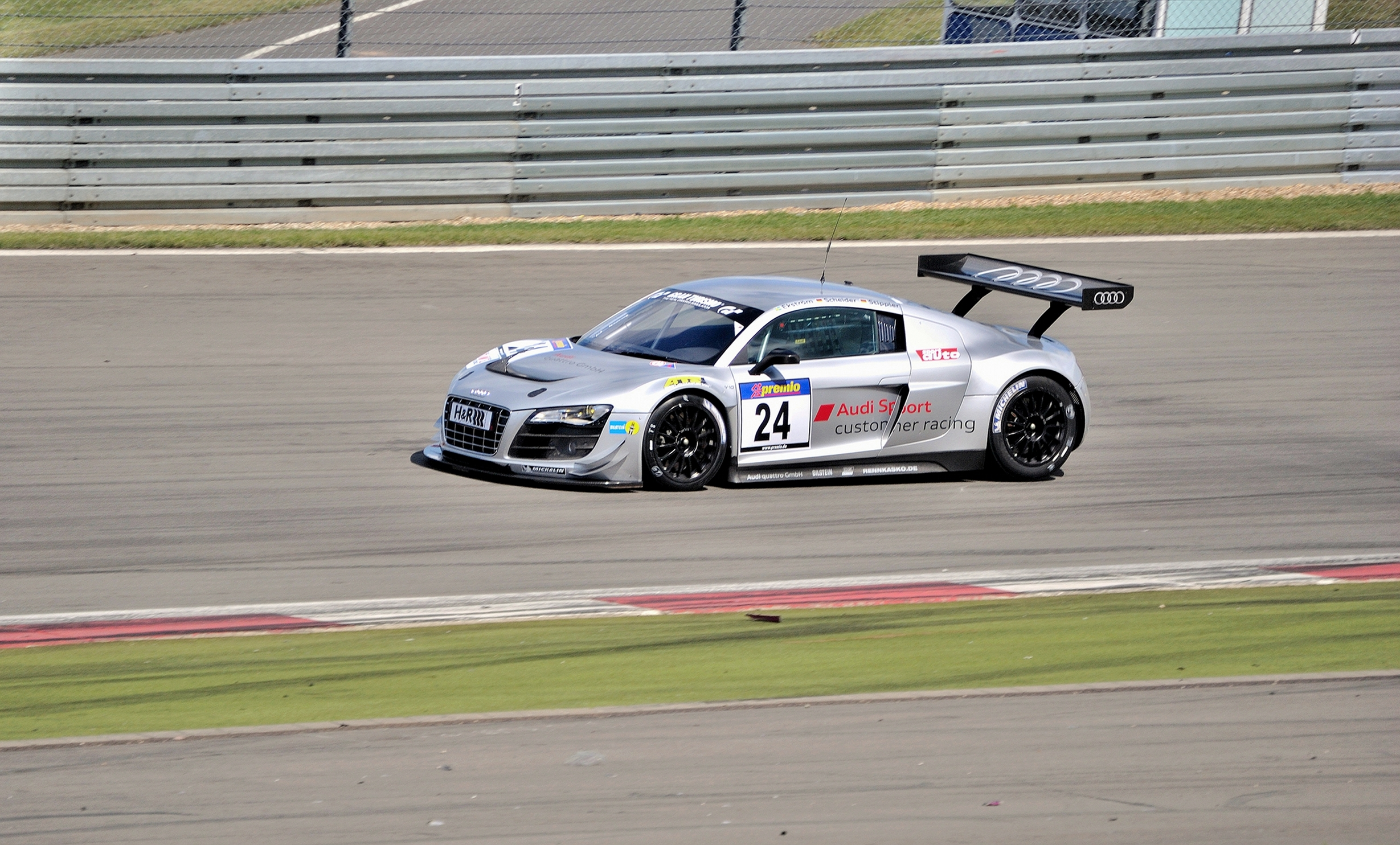
Stippler nel 2010 al Nurburgrimg

Stippler ha iniziato a gareggiare all'età di 18 anni con un'Alfa Romeo Alfetta ed lavora come collaudatore e pilota per la scuderia Audi Sport.